# Charles Lloyd (hudebník)
Charles Lloyd (* 15. března 1938 Memphis) je americký jazzový saxofonista a flétnista. Na saxofon začal hrát ve svých devíti letech a v počátcích hrál například s Georgem Colemanem nebo bluesovými hudebníky, jakými byli například Howlin' Wolf a B.B. King. Roku 1956 se z rodného Memphisu přestěhoval do Los Angeles, kde zahájil studium na Univerzitě Jižní Kalifornie. Vydal řadu alb pod svým jménem, kterou zahájil albem Discovery! z roku 1964. Spolupracoval s mnoha hudebníky, mezi které patří Gábor Szabó, Cannonball Adderley a Chico Hamilton. Rovněž hrál na albech rockových kapel, jako například The Doors, The Beach Boys a Canned Heat.
V roce 1967 se s uskupením Charles Lloyd Quartet zúčastnil Mezinárodního jazzového festivalu v Praze. Vystoupení je zachyceno na LP Mezinárodní jazzový festival Praha 1967 (Supraphon 1968, č. kat. 0 15 0414).